# Avenue Frédéric-Le-Play
L’avenue Frédéric-Le-Play est une avenue du 7e arrondissement de Paris.
Cette avenue fut surtout connue pour avoir été la dernière adresse de l'ancien président de la République française, François Mitterrand, qui y est décédé le 8 janvier 1996 au no 9.

## Situation et accès
L'avenue Frédéric-Le-Play est située dans le 7e arrondissement de Paris.
Le quartier est desservi par la ligne 8, à la station École Militaire.

## Origine du nom

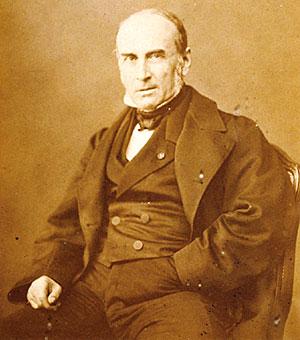
L’homme politique Frédéric Le Play.

Elle porte le nom de Pierre Guillaume Frédéric Le Play (1806-1882), homme politique français.

## Historique
Cette avenue est ouverte en 1927 par la ville de Paris sur les terrains du Champ-de-Mars et prend son nom actuel en 1926.

## Bâtiments remarquables et lieux de mémoire
- No 9 : François Mitterrand, président de la République française de 1981 à 1995, vécut au troisième étage de cet immeuble[1], dans un appartement prêté par l'État. Il y est mort le 8 janvier 1996 d'un cancer de la prostate.

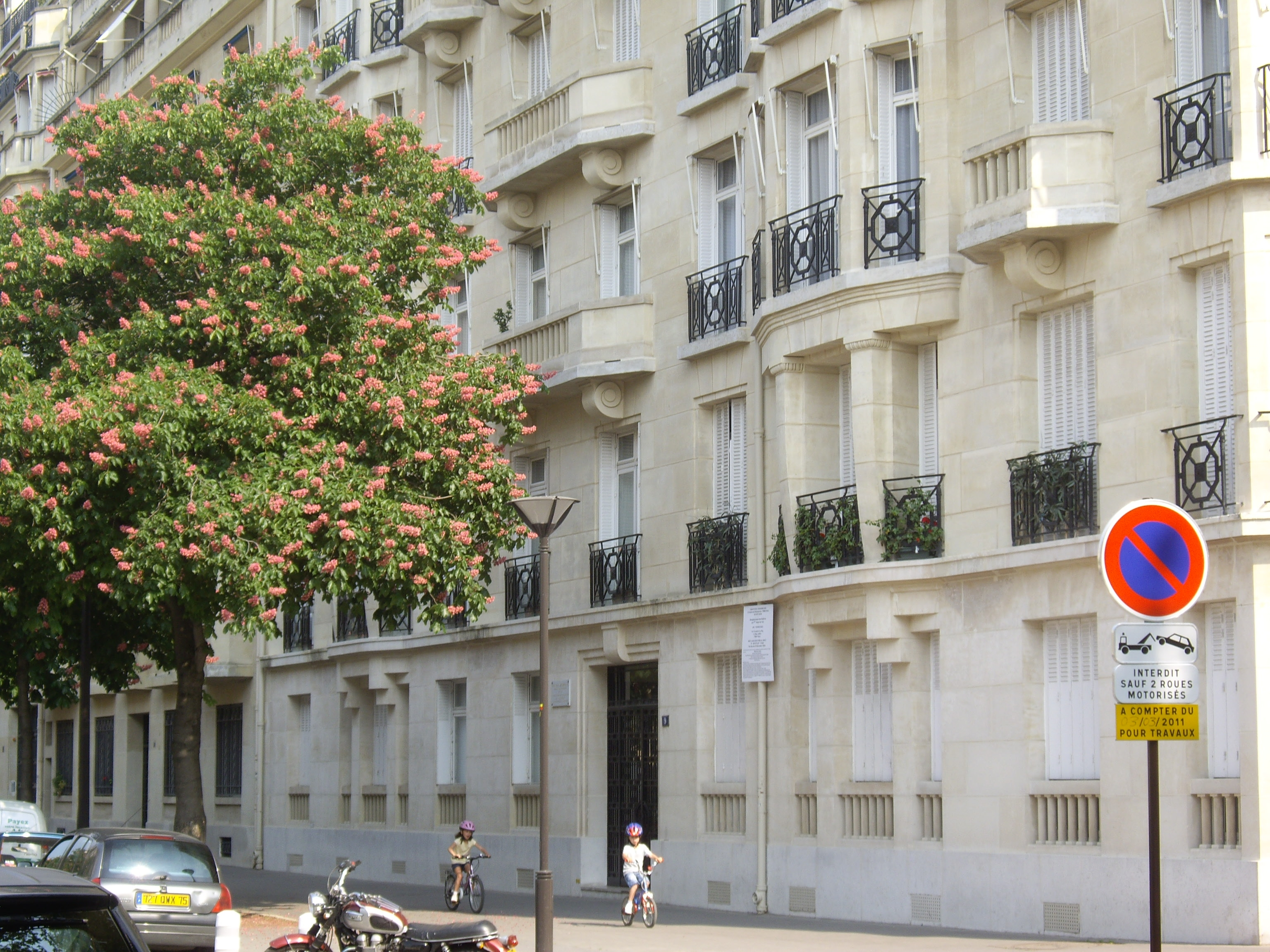
Façade du 9, avenue Frédéric-Le-Play (Jean Fidler architecte)
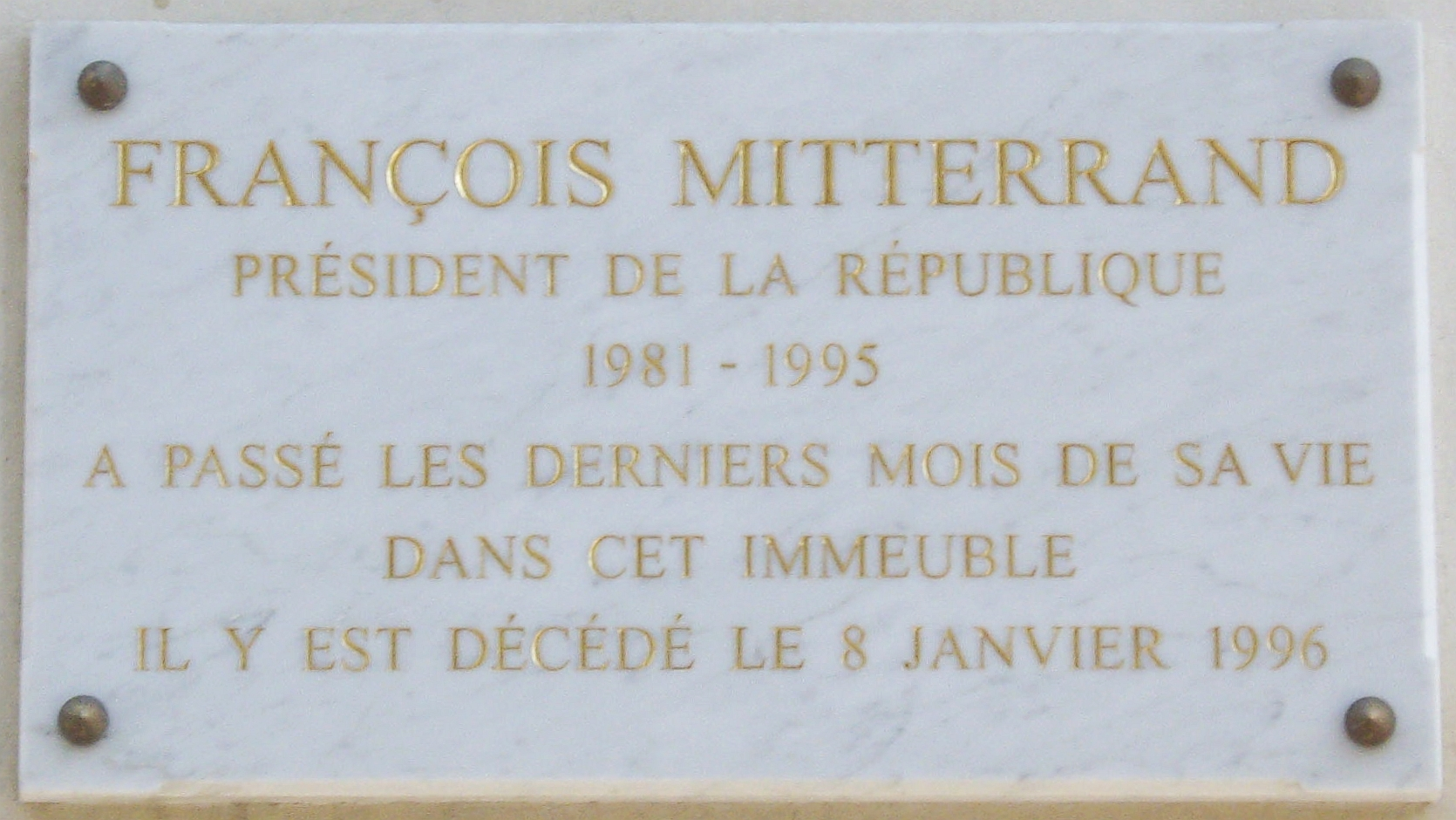
Plaque du 9, avenue Frédéric-Le-Play

### L'avenue au cinéma
- Le Promeneur du Champ-de-Mars est un film français de Robert Guédiguian sorti en salle le 16 février 2005. Il retrace la fin de la vie de François Mitterrand, lorsqu’il disposait d’un logement de fonction au 9, avenue Frédéric-Le-Play  et avait l’occasion de se promener dans le Champ-de-Mars tout proche.